# Solymár I. lejtősakna
A Solymár I. lejtősakna a pilisi szénmedencében kialakított, a második világháború után bő fél évtizeden keresztül üzemelő szénbánya volt Solymár közigazgatási területén. Egykori helyén a felszínen ma már semmilyen műtárgy nem utal a hajdani bányára, de a környező ingatlanokon a tulajdonosok többször észlelték a felszín kisebb-nagyobb besüllyedését, ami a bánya egykori létére utal, és egyben valószínűsíti a vágat felhagyás utáni, nem megfelelő tömedékelését is.

## Története
A solymári Szél-hegy tömbje alatt még a 19. század végén feltárt barnakőszén-készlet kiaknázására 1894-től több próbálkozás volt, ezek közül a leghosszabb ideig a Solymár, Pilisvörösvár és Pilisszentiván hármashatára közelében lemélyített Solymár-akna működött, amely akna felől kiindulva nemcsak Szél-hegyi, de pilisszentiváni és pilisvörösvári közigazgatási területen elhelyezkedő széntelepeket is tudtak művelni. A belga érdekeltségű bányaüzem azonban 1939-ben, hivatalos indoklás szerint az állandósuló vízbetörések miatt – más feltevések szerint viszont azért, mert a vállalat tulajdonosai nem akartak kiszolgálni egy, a németek oldalán háborúba lépő államot – bezárt, ezen a területen a széntermelés jó fél évtizedre abbamaradt.
A front elvonulása után azonban igen rövid időn belül ismét megindultak a területen a szénkutató fúrások, az eleinte Ajtay Zoltán és társai birtokában lévő, majd 1946 őszén – a hazai szénbányászat összes más szereplőjével együtt – államosított Pilisszentiváni Kőszénbánya Rt. beruházásában. A termelés újraindításához nem a Solymár-aknát nyitották újra, hanem annak egykori nyitópontja közelében – hozzávetőlegesen 70 méterre délkeletre – egy lejtősakna mélyítésébe kezdtek, illetve gyaníthatóan megnyitották a fél évszázaddal korábban üzemelt, ugyancsak a közelben létesült Solymár I. tárót is, hiszen a lejtősakna létesítésének elsődleges célja a táróval 1895 körül megkutatott szénvagyon kiaknázása volt. A 194 méter hosszú lejtősakna 1946-ban már részt vett a széntermelésben – akkor 120 tonna szenet termelt naponta –, de az itteni széntelep 1951-re kimerült, ezért a termelést megszüntették.

## Névhasználat
Nem ismert olyan adat, amely szerint a Solymár I. lejtősakna (vagy lejtakna), mint bányászati létesítmény, illetve a Solymár I. lejtősaknai bányaüzem elnevezése elkülönült volna egymástól, a leggyakrabban mindkettőt azonos néven nevezték.

## Bezárás után

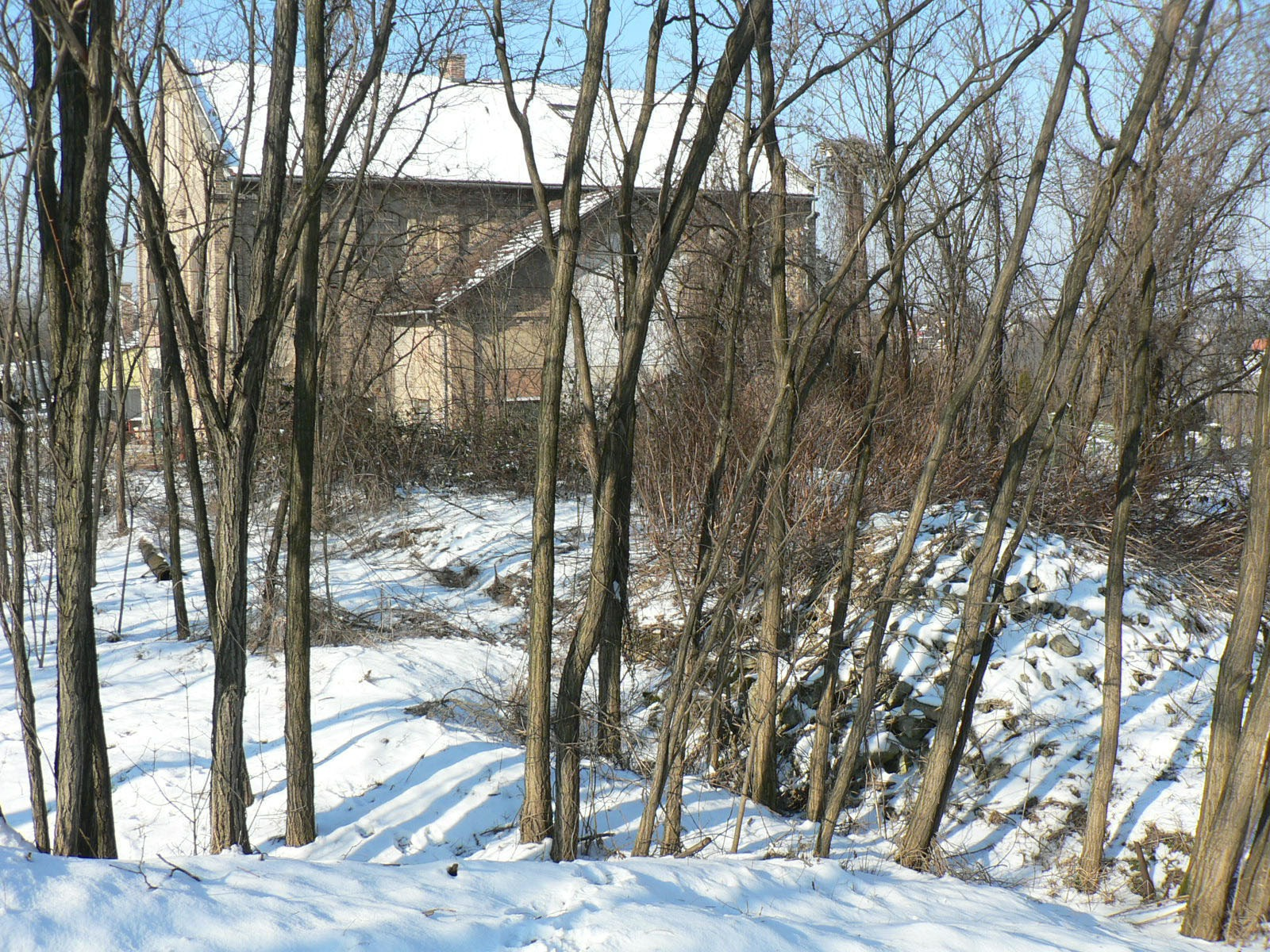
Bozóttal benőtt, süppedékes terület a solymári Rönk utca végénél – valahol itt nyílt a lejtősakna (háttérben a Solymár-akna gépháza, később a bánya főműhelye)

A lejtősakna bezárás utáni sorsáról nincs biztos adat, mert működésének rövid ideje alatt sem a dolgozókban, sem a környék lakóiban nem hagyott sok emléket, sőt a kevés térképi információ miatt az egykori elhelyezkedése sem állapítható meg teljes bizonyossággal. A feltételezett helyén ma bozótos erdőfolt van, amelynek talajszintje messze nem egyenletes, ami felveti annak gyanúját, hogy a vágatot a felhagyása után nem tömedékelték megfelelően. Erre látszik utalni az is, hogy a környező üdülőtelkekről is jelentettek már olyan talajsüllyedést, ami vélhetően a bányászati aláművelésre vezethető vissza.